# Sayu Kubota
Sayu Kubota (久保田 紗友 Kubota Sayu?,  Sapporo, Hokkaidō, 18 de enero de 2000) es una actriz y modelo japonesa. Está afiliada a Sony Music Artists Inc, además de ser miembro de la compañía teatral Harvest.

## Biografía
Kubota nació el 18 de enero de 2000 en la ciudad de Sapporo, Hokkaidō. Cuando estaba en su cuarto año de escuela primaria pertenecía a una agencia local de entretenimiento llamada Casting Office Egg, apareciendo en obras de teatro y comerciales. En 2012, se unió a la compañía teatral Harvest de Sony Music Artists Inc.
En febrero de 2013, Kubota protagonizó el drama de BS-TBS, Kami-sama no Itazura, serie para la cual también interpretó el tema de apertura. Su primer papel en un largometraje fue la película Hello Goodbye, lanzada el 15 de julio de 2017.

## Filmografía

### Televisión
- Kahogo no Kahoko (NTV, 2017)
- 4-go Keibi (NHK, 2017)
- Beppin-san (NHK, 2016-2017)
- Medical Team: Lady Da Vinci no Shindan (KTV, 2016)
- Unmei ni, Nita Koi (NHK, 2016)
- Mohouhan (TV Tokyo, 2016)
- Kensou no Machi, Shizuka na Umi (NHK, 2016)
- Indigo no Koibito (NHK BS Premium, 2016)
- Josei Sakka Mysteries Utsukushiki Mitsu no Uso (Fuji TV, 2016)
- Bittare!!! (TVK, 2015) ep.8
- Sannin no Kubota Sayu (NHK, 2013)
- Kami-sama no Itazura (TBS, 2013)
- Jumanbunnoichi no guzen (TV Asahi, 2012)
- Momoyama Onigiriten (Sapporo TV, 2008)

### Cine
- Hello, Goodbye (2017)
- Shippu Rondo (2016)
- Teacher and Stray Cat (2015)
- Again (2015)
- Shimajiro to Kujira no Uta (2014)
- Boku wa Tomodachi ga Sukunai (2014)
- Merry Bell♪ (2011)